# جوبباغان عليا (مقاطعة غيلانغرب)
جوبباغان عليا (بالفارسية: جوبباغان علیا) هي قرية تقع في قسم ديره الريفي في إيران. يقدر عدد سكانها بـ 110 نسمة بحسب إحصاء 2016.